# پورتو اسکوندیدو (کوردوبا)
پورتو اسکوندیدو (کوردوبا) (به اسپانیایی: Puerto Escondido, Córdoba) یک سکونتگاه مسکونی در کلمبیا است که در بخش کوردوبا واقع شده‌است.